# Обернцель
Обернцель (нім. Obernzell) — громада в Німеччині, знаходиться в землі Баварія. Підпорядковується адміністративному округу Нижня Баварія. Входить до складу району Пассау.
Площа — 18,25 км2. Населення становить 3780 ос. (станом на 31 грудня 2020).

## Географія

### Адміністративний поділ
Громада  складається з 21 району:
- Бернбахмюле
- Брайтвіс
- Еккерстампф
- Едерльсдорф
- Едльгоф
- Ерлау
- Фігермюле
- Груб
- Гаар
- Гольчляйфе
- Гецманнзед
- Леопольдсдорф
- Матценберг
- Нідернгоф
- Ноттау
- Обернцель
- Ед
- Едстадль
- Раклінг
- Рольгойсль
- Штайнед